# 1959年ウィンブルドン選手権
1959年 ウィンブルドン選手権（1959ねんウィンブルドンせんしゅけん、The Championships, Wimbledon 1959）に関する記事。イギリス・ロンドン郊外にある「オールイングランド・ローンテニス・アンド・クローケー・クラブ」にて開催。

## シード選手

### 男子シングルス
1. アレックス・オルメド　（初優勝）
2. ニール・フレーザー　（ベスト8）
3. ニコラ・ピエトランジェリ　（1回戦）
4. ボビー・ウィルソン　（ベスト8）
5. バリー・マッケイ　（ベスト4）
6. ルイス・アヤラ　（ベスト8）
7. クルト・ニールセン　（2回戦）
8. ロイ・エマーソン　（ベスト4）

### 女子シングルス
1. クリスティン・トルーマン　（4回戦）
2. アンジェラ・モーティマー　（ベスト8）
3. ベバリー・フライツ　（4回戦）
4. ダーリーン・ハード　（準優勝）
5. サンドラ・レイノルズ　（ベスト4）
6. マリア・ブエノ　（初優勝）
7. サリー・ムーア　（ベスト4）
8. アン・ヘイドン　（ベスト8）

### 男子ダブルス
1. ロイ・エマーソン＆ ニール・フレーザー
2. ニコラ・ピエトランジェリ＆ オーランド・シロラ
3. アレックス・オルメド＆ バリー・マッケイ
4. ロッド・レーバー＆ ロバート・マーク

### 女子ダブルス
1. ダーリーン・ハード＆ ジーン・アース
2. ヨラ・ラミレス＆ ロージー・レイズ
3. ベバリー・フライツ＆ クリスティン・トルーマン
4. サンドラ・レイノルズ＆ レネ・シュールマン

### 混合ダブルス
1. ウィリアム・ナイト＆ ヨラ・ラミレス
2. ニール・フレーザー＆ マリア・ブエノ
3. ロッド・レーバー＆ ダーリーン・ハード
4. ロバート・ハウ＆ サリー・ムーア

## 大会経過

### 男子シングルス
準々決勝
- アレックス・オルメド vs.  ルイス・アヤラ　7-5, 3-6, 6-3, 6-3
- ロイ・エマーソン vs.  ボビー・ウィルソン　6-3, 6-4, 6-2
- ロッド・レーバー vs.  ジャン・クロード・モリナーリ　6-3, 6-3, 6-0
- バリー・マッケイ vs.  ニール・フレーザー　5-7, 10-8, 0-6, 6-3, 6-1

準決勝
- アレックス・オルメド vs.  ロイ・エマーソン　6-4, 6-0, 6-4
- ロッド・レーバー vs.  バリー・マッケイ　11-13, 11-9, 10-8, 7-9, 6-3

### 女子シングルス
準々決勝
- サリー・ムーア vs.  ヨラ・ラミレス　6-3, 6-2
- マリア・ブエノ vs.  エダ・ブディング　6-3, 6-3
- ダーリーン・ハード vs.  アン・ヘイドン　1-6, 6-4, 7-5
- サンドラ・レイノルズ vs.  アンジェラ・モーティマー　7-5, 8-6

準決勝
- マリア・ブエノ vs.  サリー・ムーア　6-2, 6-4
- ダーリーン・ハード vs.  サンドラ・レイノルズ　6-4, 6-4

## 決勝戦の結果
男子シングルス
- アレックス・オルメド vs.  ロッド・レーバー　6-4, 6-3, 6-4

女子シングルス
- マリア・ブエノ vs.  ダーリーン・ハード　6-4, 6-3

男子ダブルス
- ロイ・エマーソン＆ ニール・フレーザー vs.  ロッド・レーバー＆ ロバート・マーク　8-6, 6-3, 14-16, 9-7

女子ダブルス
- ダーリーン・ハード＆ ジーン・アース vs.  ベバリー・フライツ＆ クリスティン・トルーマン　2-6, 6-2, 6-3

混合ダブルス
- ロッド・レーバー＆ ダーリーン・ハード vs.  ニール・フレーザー＆ マリア・ブエノ　6-4, 6-3